# Monymos
Monymos (Μώνυμος) ist der Name eines sonst unbekannten altgriechischen Autors. Der christliche Autor Kyrill von Alexandria (Anfang 5. Jahrhundert) nennt ihn als Verfasser einer Sammlung von Wundererzählungen (Mirabilia) sowie als historischen Gewährsmann für angebliche Menschenopfer zu Ehren des Peleus und des Cheiron in der thrakischen Stadt Pellene.

## Einzelnachweis
1. ↑  Kyrill von Alexandria, Contra Julianum 4 (PG 76,697B).

| Personendaten    | Personendaten                                       |
| ---------------- | --------------------------------------------------- |
| NAME             | Monymos                                             |
| ALTERNATIVNAMEN  | Μώνυμος (griechisch)                                |
| KURZBESCHREIBUNG | altgriechischer Autor                               |
| GEBURTSDATUM     | zwischen 10. Jahrhundert v. Chr. und 5. Jahrhundert |
| STERBEDATUM      | zwischen 10. Jahrhundert v. Chr. und 5. Jahrhundert |